# Pine County
Pine County är ett administrativt område i delstaten Minnesota i USA. År 2010 hade countyt 29 750 invånare. Den administrativa huvudorten (county seat) är Pine City. 

## Politik
Pine County har sedan 1930-talet tenderat att rösta för demokraterna, men under 2000-talet blivit alltmer republikanskt. Demokraternas kandidat har vunnit countyt i samtliga presidentval sedan 1930-talet utom valen 1952, 1972, 2012 och 2016 då countyt vanns av republikanernas kandidat. I presidentvalet 2016 vann republikanernas kandidat med 59,3 procent av rösterna mot 33,2 för demokraternas kandidat, vilket är den största segern i countyt för en republikansk kandidat sedan valet 1920.

## Geografi
Enligt United States Census Bureau har countyt en total area på 3 716 km². 3 655 km² av den arean är land och 61 km² är vatten.      

### Angränsande countyn
- Carlton County - norr
- Douglas County, Wisconsin - nordost
- Burnett County, Wisconsin - öst
- Chisago County - söder
- Isanti County - sydväst
- Kanabec County - väst
- Aitkin County - nordväst

### Städer och samhällen
- Askov
- Brook Park
- Bruno
- Denham
- Finlayson
- Henriette
- Hinckley
- Kerrick
- Pine City (huvudort)
- Rock Creek
- Rutledge
- Sandstone
- Sturgeon Lake
- Willow River